# D (album của Big Bang)
D là album đĩa đơn tiếng Hàn thứ sáu của ban nhạc nam Hàn Quốc Big Bang, cũng như album đĩa đơn thứ ba trong series đĩa đơn của album phòng thu tiếng Hàn thứ ba MADE. D được phát hành vào ngày 1 tháng 7 năm 2015 dưới dạng CD và tải kĩ thuật số bởi hãng thu âm YG Entertainment.

## Bối cảnh
Poster của D xuất hiện lần đầu vào ngày 26 tháng 6 với tên của track chủ đề và ngày phát hành. Poster thứ hai với tên của track còn lại được tung ra một ngày sau. Sự kiện ra mắt được đếm ngược trên Naver Starcast từ lúc 11 giờ đêm (giờ Hàn Quốc) ngày 30 tháng 6.

## Diễn biến thương mại
D bán ra trên 500.000 bản tại Trung Quốc chỉ trong 20 giờ đầu phát hành. Chỉ trong ba ngày album tiêu thụ được 650.000 bản tại Trung Quốc và trở thành album bán ra nhanh nhất tại quốc gia này. Sau 9 ngày album đạt được 800.000 bản và trở thành album bán chạy nhất của Big Bang ở Trung Quốc. Cả hai bài hát cũng tiêu thụ trên nửa triệu bản trong tuần đầu tiên tại Hàn Quốc. Vào ngày 1 tháng 8 năm 2015 doanh số tại Trung Quốc vượt qua con số một triệu bản kĩ thuật số.

## Diễn biến xếp hạng
D đứng đầu trên Gaon Album Chart vào ngày 16 tháng 7 với doanh số 89.017 bản vào tháng 7. Tại Nhật Bản album debut ở vị trí thứ 16 với doanh số 4.917 bản.
Video âm nhạc của "Sober" có mặt trên bảng xếp hạng các video K-pop được xem nhiều nhất tại Hoa Kỳ và toàn thế giới vào tháng 6 của Billboard với vị trí thứ 9.

## Ý kiến đón nhận
Trước khi hai đĩa đơn ra mắt, Tablo của nhóm Epik High nhận xét "If You" thực sự ấn tượng, còn "Sober" là một ca khúc "rất ghê gớm". Tổng giám đốc của YG Entertainment, Yang Hyun Suk coi "If You" là bài hát có giai điệu buồn nhất của Big Bang từ trước tới nay.
Billboard nói về "If You" như là một trong những "bài hát gây chú ý tức thời nhất của nhóm trong nhiều năm qua." Osen nhắc tới sự hòa trộn vui buồn được thể hiện trong album, điều mà chỉ Big Bang mới có thể biến thành thực. "Những cảm xúc cực kì mềm mại, vui tươi và thú vị hòa trộn cùng nhau trong cả hai bài hát".

## Danh sách track
| D - Đĩa đơn | D - Đĩa đơn                     | D - Đĩa đơn            | D - Đĩa đơn               | D - Đĩa đơn     | D - Đĩa đơn |
| STT         | Nhan đề                         | Phổ lời                | Phổ nhạc                  | Hòa âm          | Thời lượng  |
| ----------- | ------------------------------- | ---------------------- | ------------------------- | --------------- | ----------- |
| 1.          | "If You"                        | G-Dragon               | G-Dragon, P.K, Dee.P      | P.K, Dee.P      | 4:24        |
| 2.          | "Sober" (맨정신; Maenjeongshin) | Teddy, G-Dragon, T.O.P | Teddy, Choice37, G-Dragon | Teddy, Choice37 | 3:57        |

| D - CD           | D - CD                                     | D - CD                       | D - CD                             | D - CD           | D - CD     |
| STT              | Nhan đề                                    | Phổ lời                      | Phổ nhạc                           | Hòa âm           | Thời lượng |
| ---------------- | ------------------------------------------ | ---------------------------- | ---------------------------------- | ---------------- | ---------- |
| 1.               | "If You"                                   | G-Dragon                     | G-Dragon, P.K, Dee.P               | P.K, Dee.P       | 4:24       |
| 2.               | "Sober" (맨정신; Maenjeongshin)            | Teddy, G-Dragon, T.O.P       | Teddy, Choice37, G-Dragon          | Teddy, Choice37  | 3:57       |
| 3.               | "Bang Bang Bang"                           | Teddy, G-Dragon, T.O.P       | Teddy, G-Dragon                    | Teddy            | 3:49       |
| 4.               | "Loser"                                    | Teddy, T.O.P, G-Dragon       | Teddy, Taeyang                     | Teddy            | 3:39       |
| 5.               | "Bae Bae"                                  | G-Dragon, Teddy, T.O.P       | Teddy, G-Dragon, T.O.P             | Teddy            | 2:49       |
| 6.               | "We Like 2 Party"                          | Teddy, Kush, G-Dragon, T.O.P | Teddy, Kush, Seo Won Jin, G-Dragon | Teddy, Kush      | 3:16       |
| 7.               | "Sober" (맨정신; Maenjeongshin) (Nhạc khí) |                              | Teddy, Choice37, G-Dragon          |                  | 3:57       |
| 8.               | "If You" (Nhạc khí)                        |                              | G-Dragon, P.K, Dee.P               |                  | 4:24       |
| Tổng thời lượng: | Tổng thời lượng:                           | Tổng thời lượng:             | Tổng thời lượng:                   | Tổng thời lượng: | 28:15      |

## Xếp hạng
| Quốc gia                        | Vị trí cao nhất |
| ------------------------------- | --------------- |
| Nhật Bản (Oricon hàng tuần)     | 16              |
| Hàn Quốc (Gaon Chart hàng tuần) | 1               |
| Hàn Quốc (Gaon Chart tháng 7)   | 4               |
| Đài Loan (G-Music)              | 1               |
| Nhật Bản (Oricon)               | 1               |

## Doanh số
| Quốc gia   | Doanh số  |
| ---------- | --------- |
| Hàn Quốc   | 89.017    |
| Trung Quốc | 1.067.727 |
| Nhật Bản   | 6,917     |

## Lịch sử phát hành
| Khu vực       | Ngày               | Định dạng       | Nhãn đĩa                   |
| ------------- | ------------------ | --------------- | -------------------------- |
| Hàn Quốc      | 1 tháng 7 năm 2015 | Tải kĩ thuật số | YG Entertainment, KT Music |
| Toàn thế giới | 1 tháng 7 năm 2015 | Tải kĩ thuật số | YG Entertainment, KT Music |
| Hàn Quốc      | 7 tháng 7 năm 2015 | CD              | YG Entertainment, KT Music |
| Toàn thế giới | 7 tháng 7 năm 2015 | CD              | YG Entertainment, KT Music |
| Nhật Bản      | 8 tháng 6 năm 2015 | Tải kĩ thuật số | YG Entertainment, YGEX     |